# Крученозубка клинолиста
Крученозубка клинолиста (Tortula cuneifolia) — вид мохів порядку потіальних (Pottiales).

## Поширення
Батьківщиною є Європа, Північна Африка, Північна Америка, Азія.